# Empididae
Los empídidos (Empididae) son una familia de dípteros braquíceros que cuenta con más de 3.000 especies descritas y posiblemente otras 4.000 más aún sin describir. Son de distribución mundial, pero la mayoría son de la región Holártica.
Hay mucha variación pero en general son de tamaño mediano a chico, de 1 a 15 mm. Son más bien oscuros de colores no metálicos y bastante peludos. Suelen ser delgados, de largas patas, de cuello definido y con una joroba en el tórax. Algunos tienen una larga probóscide. Los machos suelen tener ojos más grandes que las hembras y éstas tienen un abdomen más grueso.

## Biología
Son fundamentalmente predadores como la mayoría de sus parientes de la superfamilia Empidoidea. Aunque los adultos de muchas especies visitan flores para beber néctar y unas pocas especies obtienen toda su proteína del polen. Son así posiblemente polinizadores de importancia secundaria. 
Durante la época del celo suelen formar enjambres. En la mayoría de los casos los machos son los que se reúnen en grandes grupos, a menudo sobre algún promontorio en el terreno. Están a la espera de hembras, cuando una se incorpora al enjambre algún macho se une y la pareja se retira del grupo para aparearse. Algunos empídidos como la especie europea Hilara maura tienen un elaborado cortejo nupcial en que el macho presenta a la hembra una presa envuelta en seda para estimularla sexualmente. En ciertas especies el obsequio nupcial es más simbólico y es un paquete vacío de seda. La larva es también predadora (aunque algunas son carroñeras); generalmente se las encuentra en suelo húmedo, ambientes acuáticos o estiércol. Suelen ser predadoras de las larvas de otras especies, especialmente de otros dípteros.

## Evolución y sistemática
Los empídidos fósiles están bien representados en depósitos de ámbar. Es evidente que la familia estaba ya bien establecida en el Cretáceo a más tardar.
Dos grupos que antes eran considerados como subfamilias ahora son vistos como familias independientes dentro de Empidoidea: Atelestidae e Hybotidae. Los Brachystomatidae también son considerados una familia diferente, pero es posible que esto sea un error. Por mucho tiempo se pensaba que Microphorinae era una subfamilia de Empididae pero ahora se opina que es una subfamilia de Dolichopodidae.
Es posible que algunas de las subfamilias de esta lista no pertenezcan aquí; aún no se sabe si se trata de un grupo monofilético. Seguramente va a ser necesario hacer un reajuste de la taxonomía de estos grupos, especialmente con respecto a la relación entre Empididae y Dolichopodidae, que representan a la mayoría de los representantes de Empidoidea. Al menos parece que Brachystomatinae, Empidinae y Hemerodromiinae son grupos naturales en su totalidad y que Clinocerinae también lo es en su mayor parte.

## Galería

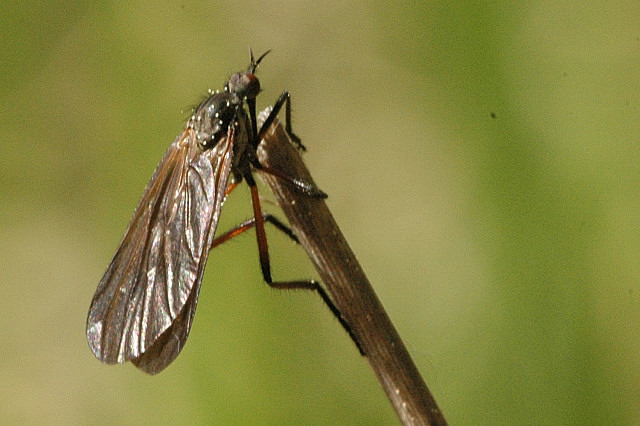
Empis borealis
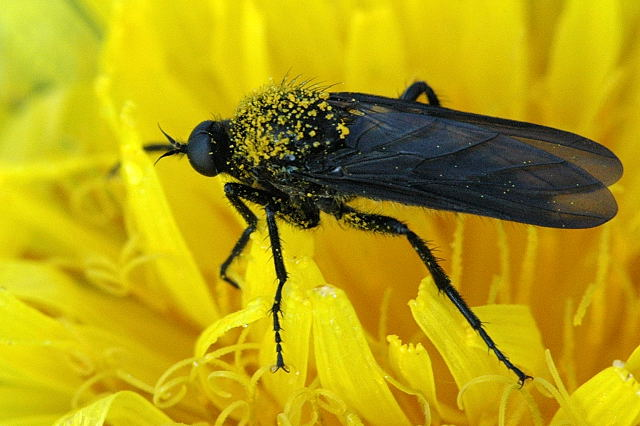
Empis ciliata
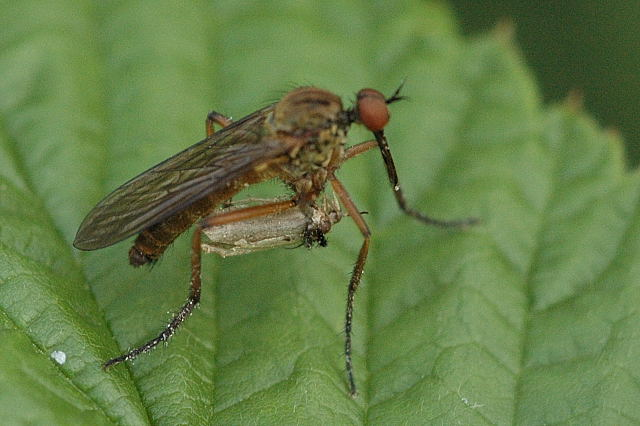
Empis livida con presa
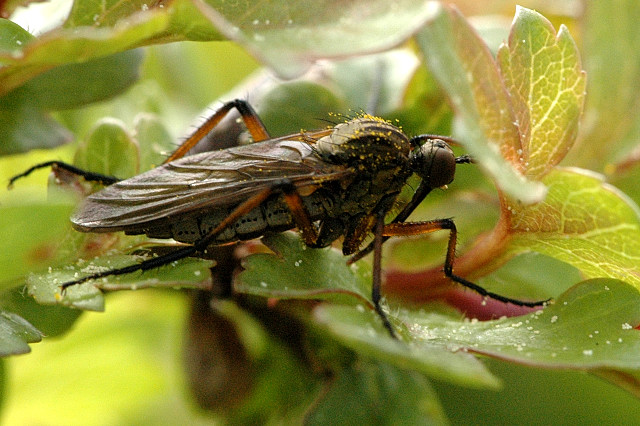
Empis opaca
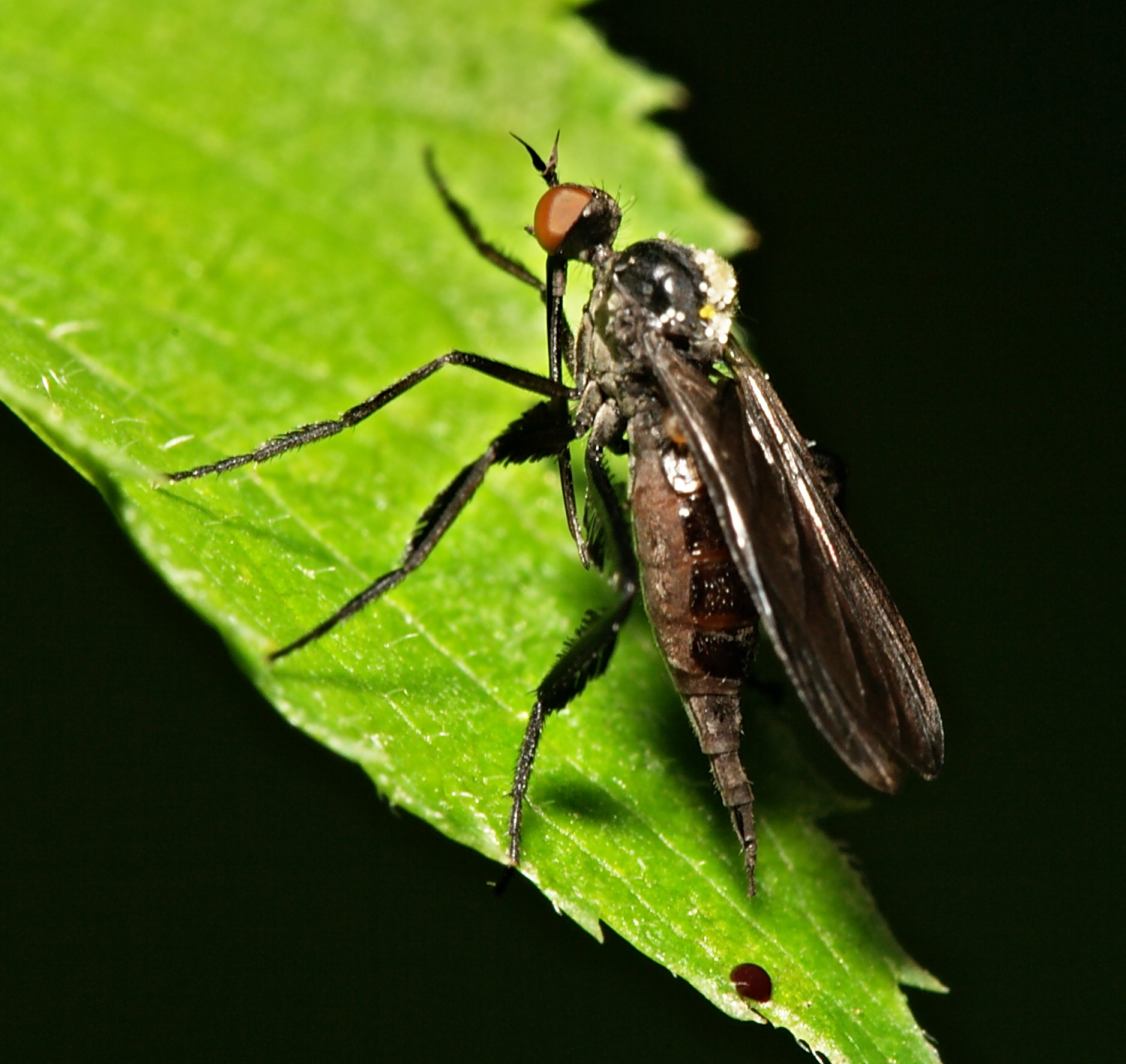
Empis pennipes
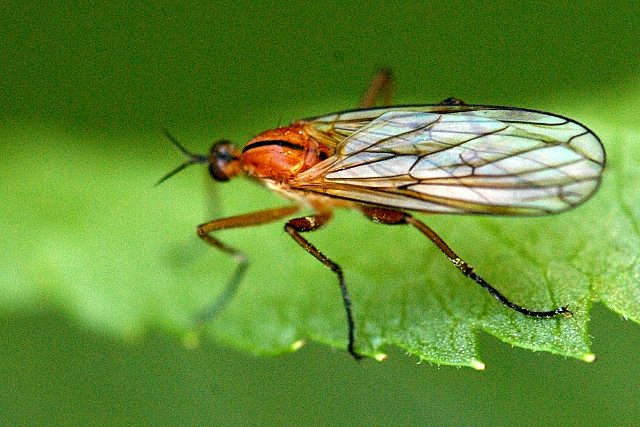
Empis stercorea
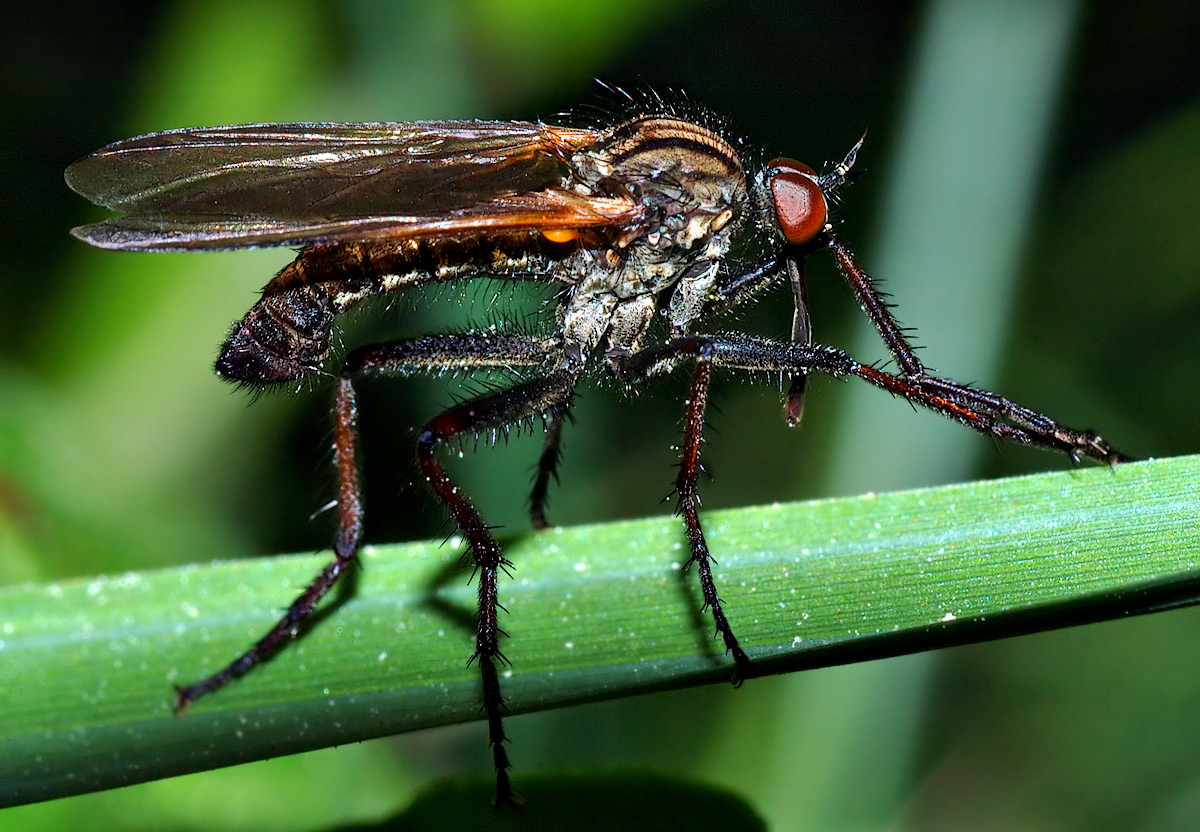
Empis tesselata
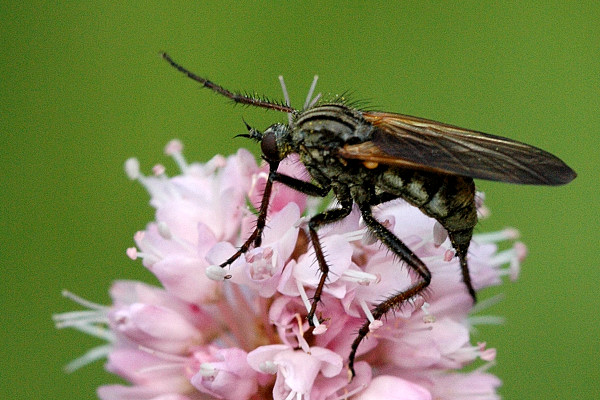
Empis variegata
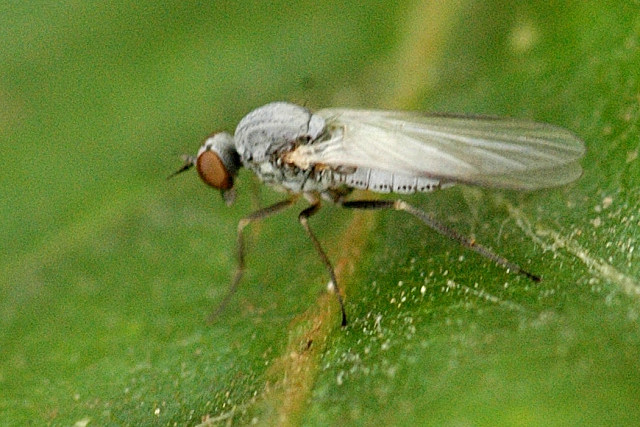
Hilara litorea
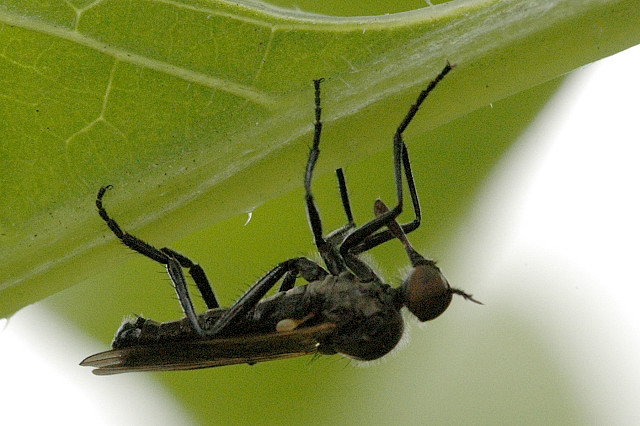
Rhamphomyia crassirostris
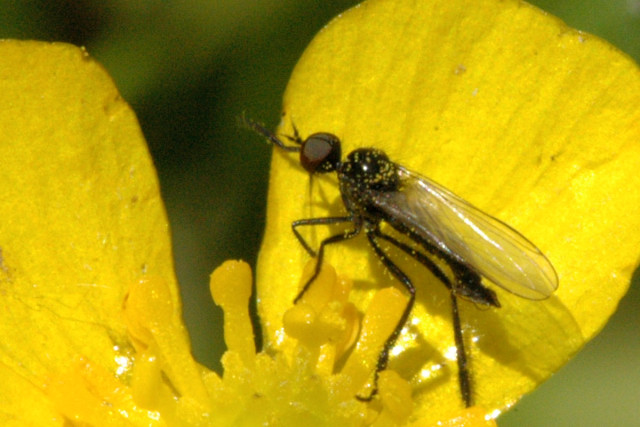
Rhamphomyia lamellata
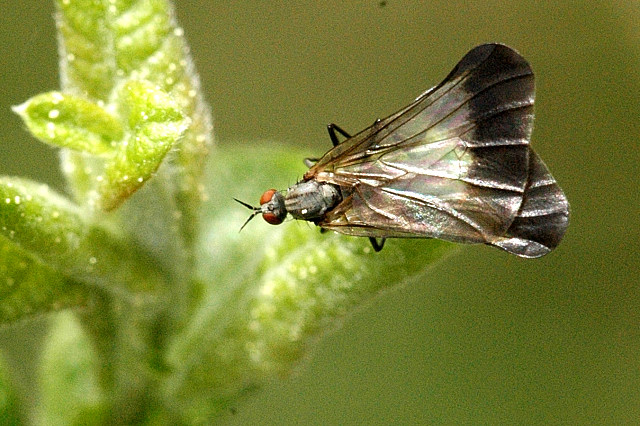
Rhamphomyia marginata
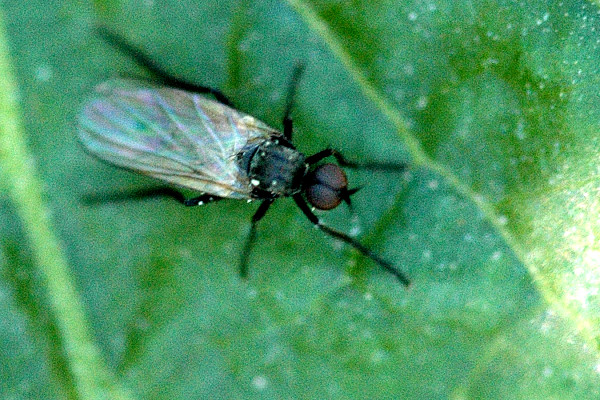
Rhamphomyia sulcata